# 김민 (1960년)
김민(金民, 1960년 4월 1일 ~ )은 대한민국의 제6대 서울특별시의원이다.

## 학력
- 경포중학교 졸업
- 고등학교 졸업학력 검정고시 (합격)
- 연세대학교 법과대학 학사 졸업

## 경력
- 국제학원 원장
- 북경 고려대학교 이사
- 한국학원 총연합회 구로구 학원연합회 회장
- 개웅중학교 운영위원장
- 민주평화통일자문위원회 위원
- 한나라당 중앙회 교육분과 부위원장
- 한나라당 직능대책협의회 교육대책위원회 부위원장
- 2002.07 ~ 2004.02 제6대 서울특별시의회 의원
- 2002.07 ~ 2004.02 제6대 서울특별시의회 전반기 운영위원회 위원
- 2002.07 ~ 2003.09 제6대 서울특별시의회 전반기 문화교육위원회 위원
- 2002.08 ~ 2003.02 제6대 서울특별시의회 여성특별위원회 위원
- 2003.03 ~ 2003.10 제6대 서울특별시의회 남북교류협력지원특별위원회 위원
- 2003.09 ~ 2004.02 제6대 서울특별시의회 전반기 교육문화위원회 위원
- 2003.10 ~ 2004.02 제6대 서울특별시의회 장묘문화개선특별위원회 위원
- 2003.10 ~ 2004.02 제6대 서울특별시의회 전반기 예산결산특별위원회 위원

## 역대 선거 결과
| 실시년도 | 선거      | 대수 | 직책   | 선거구                | 정당     | 득표수    | 득표율          | 순위 | 당락 | 비고           |
| -------- | --------- | ---- | ------ | --------------------- | -------- | --------- | --------------- | ---- | ---- | -------------- |
| 2002년   | 지방 선거 | 6대  | 시의원 | 서울 구로구 제3선거구 | 한나라당 | 27,499 표 | \| \| 59.68% \| | 1위  |      | 초선, 민선 3기 |
|          | 59.68%    |      |        |                       |          |           |                 |      |      |                |